# Justin Tuck
Justin Lee Tuck (nacido el 29 de marzo de 1983 en Kellyton, Alabama) es un exjugador de fútbol americano que jugó en la posición de defensive end con los New York Giants y Oakland Raiders de la National Football League (NFL). Jugó fútbol americano en la Universidad de Notre Dame. Su primo Adalius Thomas fue también jugador de fútbol profesional. El 17 de enero de 2008, Tuck fue recompensado con una extensión de contrato con los Giants.

## Carrera

### Instituto
Justin Tuck jugó al fútbol en la escuela secundaria de Alabama en el Central Coosa County. Al crecer, los equipos favoritos Tuck fútbol fueron los San Francisco 49ers y los Dallas Cowboys, pero su deporte favorito era el baloncesto. A pesar de que comenzó a jugar al fútbol en el séptimo grado, Justin sólo comenzó a tomar en serio en su primer año en la escuela secundaria, donde comenzó a desarrollarse como un Quarterback antes de cambiar de posición a Ala Cerrada y Ala Defensiva Sus galardones incluyen ganar Jugador del Año Alabama Clase 4A en su último año en el 2000, así como en el fútbol, tanto de Apoyador y Ala Cerrada. His accolades include earning Alabama Class 4A Player of the Year as a senior in 2000, En su carrera en el Central Coosa, Tuck registró 492 tackleadas con 37 capturas , 26 forzados balones sueltos, y 17 balones sueltos recuperados. Como un Ala Cerrada, Tuck tenía 115 recepciones para 2106 yardas y 17 touchdowns. Posteriormente, Tuck también ganó 2 campeonatos estatales como miembro del equipo de baloncesto de la escuela secundaria.

### Universidad
Después del redshirting en su 2001 primer año en la Universidad de Notre Dame, Tuck jugó poco en su segunda temporada. Jugando sólo 180 minutos en la temporada, Tuck registró su primera captura colegial contra la Universidad Estatal de Míchigan. Y a pesar de su limitado tiempo de juego en solitario y de jugar de titular (vs Rutgers), Tuck fue nombrado un estudiante de primer año del tercer equipo All-America por The Sporting News. Tuck aumentó su producción en sus 2 últimas temporadas en Notre Dame. En 2003, terminó la temporada con 13.5 capturas, 19 tackleadas para pérdida y 3 balones sueltos forzados antes de sufrir una lesión en la rodilla contra Syracuse.  A pesar de una persistente lesión en la rodilla de la temporada anterior y no jugar con Notre Dame el Tazón Insight.com en la derrota ante Oregón, Tuck terminó la temporada con 47 tackleadas, 6 capturas y 14 paradas de pérdidas.
Apodado The Freak por sus compañeros por su capacidad atlética cruda, Tuck tiene varios registros defensivos en Notre Dame. Encabezando la marca del récord anterior de 22,5 capturas por Kory Minor, Tuck terminó su carrera Notre Dame con 24,5 capturas. Sus 43 tackleadas para pérdida y 13.5 capturas en una temporada son también los registros escolares.

### Profesional

#### New York Giants
2005-2006
Aunque se creía que fuera seleccionado a mediados de la primera ronda en el Draft de 2005 de la NFL, Tuck fue seleccionado en la tercera ronda, 74 en general, por los New York Giants. El 29 de julio de 2005, Tuck firmó un contrato de 4 años y $ 2,36 millones con los Giants, que incluía un bono por firmar de $ 737.000.
Su temporada de novato en la NFL lo encontró detrás de los Ala Defensiva Pro Bowl Michael Strahan y Osi Umenyiora lo que reduce su papel a los equipos especiales. En total, Tuck jugó en 14 partidos de temporada regular con uno de titular en el juego Wild Card de la NFC. Su primera captura de su carrera fue contra los rivales de los Giants en la NFC, los Dallas Cowboys.
Tuck terminó la temporada 2005 con 33 tackleadas, una captura, 2 pases defendidos, un balón suelto forzado y 18 tackleadas en equipos especiales.
Durante su segunda temporada en el 2006, Tuck fue limitado a sólo 6 juegos debido a una lesión sufrida el 23 de octubre de 2006 en Monday Night Football en la victoria sobre los Dallas Cowboys. El 17 de noviembre, Tuck fue operado con éxito para reparar la Lesión de Lisfranc. El procedimiento incluyó la inserción de tornillos en pie de Tuck. Para la temporada, Tuck sólo logro 2 tackleadas.
2007
A pesar de comenzar de titular sólo 2 juegos en el 2007, Tuck disfrutó de su mejor temporada hasta la fecha, logrando 65 tackleadas, 10 capturas y 2 balones sueltos forzados durante la temporada regular. Durante la temporada Tuck reemplaza a Michael Strahan y Osi Umenyiora como Ala Defensiva y sobre posibles bajadas, hizo equipo con Mathias Kiwanuka en la posición de Defensive tackle (con Strahan y Umenyiora de Ala Defensiva) para formar una presión de 4 Ala Defensiva, un esquema creado por el coordinador defensivo Steve Spagnuolo empleado para presionar a Quarterback contrarios. El 18 de enero de 2008, Tuck firmó una extensión de contrato con los Giants. Los 5 años y $ 30 millones, de los cuales $ 16 millones de los cuales están garantizado, incluido $ 9,000,000 de bono por firmar.
Super Bowl XLII

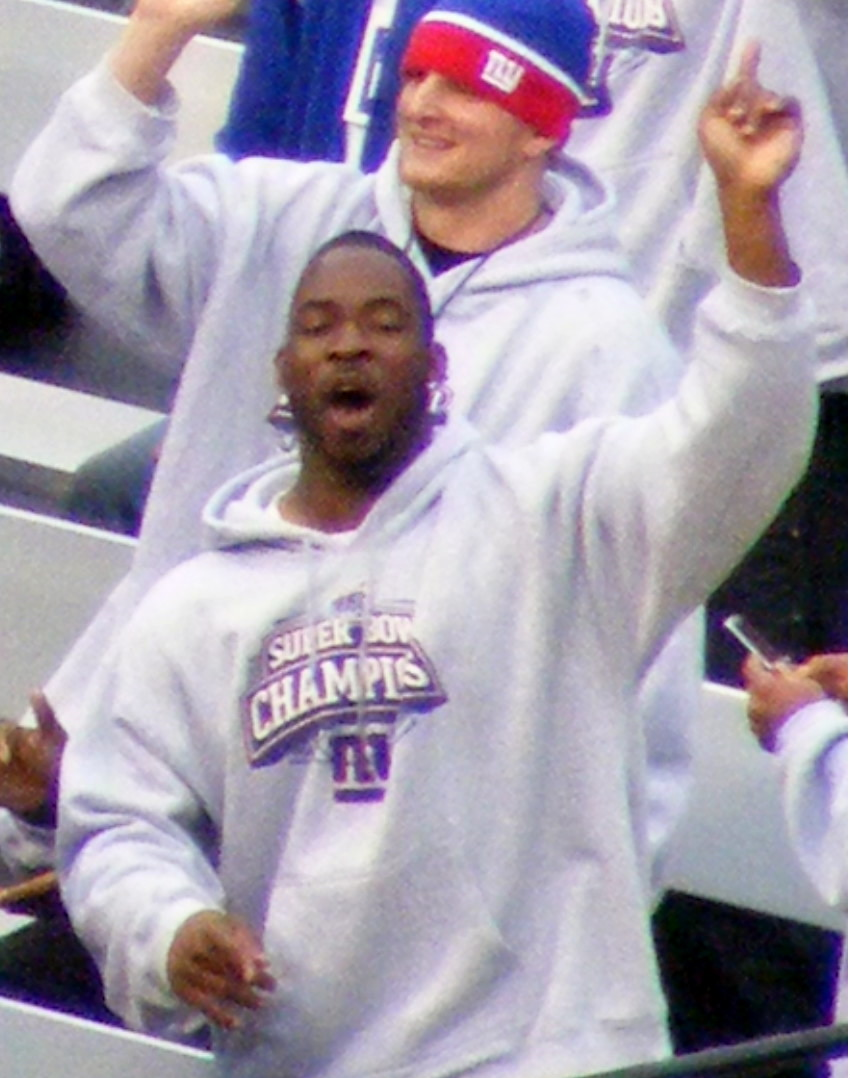
Justin Tuck con los Giants celebrando el Super Bowl XLII

Frente a una audiencia récord en la televisión americana, Tuck tuvo un partido espectacular en el Super Bowl XLII en varias ocasiones presionando al Quarterback de los New England Patriots Tom Brady, consiguió 2 capturas y un balón suelto forzado. Según Tuck, él y Brady intercambiaron palabras durante jugadas físicas. Debido a la baja puntuación del juego, las opiniones del merecedor al MVP era Eli Manning.
2008
El 31 de marzo de 2008, Tuck se reportó voluntario a los programas de acondicionamiento de la temporada baja de los Giants. Antes del comienzo del mini-campamento de los Giants en mayo, Tuck y los Giants fueron invitados por el presidente Bush a la Casa Blanca en honor a su victoria en el Super Bowl XLII. Tuck también tomó clases de boxeo para mejorar su coordinación.
Debido a la retirada de Michael Strahan, Tuck fue promovido a titular en la posición de Ala Defensiva. Cuando se le preguntó acerca de la presión de reemplazar a Strahan, Tuck respondió: "¿Presión? No, no son lo suficientemente inteligente como para darse cuenta de que sólo hay una Strahan y siempre habrá un solo ser Strahan. No estoy tratando de reemplazar a Michael Strahan. Estoy tratando de hacer mi mejor esfuerzo para ayudar a este equipo a ganar. no me estoy fijando en la presión sobre mi espalda, por salir y conseguir 22 capturas en una temporada ". Sin embargo, Tuck comenzó su campaña de 2008 como Michael Strahan, capturando al Quarterback de los Washington Redskins, Jason Campbell en la primera jugada del partido de la temporada. Los [New York Giants|Giants]] derrotaron a sus rivales de división los Washington Redskins 16-7. Tuck siguió con su excepcional rendimiento con una destacada actuación contra St. Louis Rams. Tuck terminó el partido con 2,0 capturas y un regreso de interceptación para touchdown en la victoria de los Giants en la semana 2. La interceptación y el touchdown fue el primero en la carrera profesional de Tuck. Su primer touchdown fue en su temporada de junior en Notre Dame.
Tuck totalizaron 66 tackleadas, 12 capturas, 3 balones sueltos forzados, 2 pases desviados y una interceptación. Su Juego le valió un viaje al Pro Bowl del 2008 como uno de los Ala Defensiva titular en la NFC. Él también fue seleccionado para All-Pro por primera vez en su carrera.
2009
Tuck y los Giants comenzaron la temporada 2009 como uno de los favoritos de la NFC para ir al Super Bowl. Con el regreso de su compañero de equipo Osi Umenyiora, Tuck esperaba ver menos equipos dobles de lo que hizo durante el final de la temporada 2008.
Tuck jugó muy bien en el primer partido de la temporada ante los Washington Redskins el 13 de septiembre de 2009. Tuck logro 2 tackleadas para pérdida, 1,5 capturas y un pase desviado, para ayudar a los Giants a ganar 23-17. Después del partido, Tuck fue nombrado el Jugador Defensivo de la semana en la NFC. Sufrió una lesión que requería cirugía en el hombro izquierdo cuando fue disparado por un liniero de los Cowboys en septiembre, lo que afectó a su juego para el resto de 2009. Terminó la temporada con 60 tackleadas, 6 capturas, 6 balones sueltos forzados y 8 pases desviados. Por sus esfuerzos, Tuck fue votado como suplente en el Pro Bowl del 2010
2010
Tuck continuó actuando en un nivel alto durante toda la temporada 2010 y, junto con Osi Umenyiora, demostró por qué el par de Alas Defensiva de los Giants están entre los más temidos en la liga.
Tuck registró marcas personales en tackleadas (76) y balones sueltos forzados (6). También terminó la temporada con 11.5 capturas, media captura de empatar su récord personal de 12 capturas desde 2008. Los mayores esfuerzos individuales de Tuck llegaron en los partidos contra los Chicago Bears y los Philadelphia Eagles. En la semana 4, contra Chicago, Tuck consiguió 3 de un total de 10 capturas de la defensa, y tuvo un balón suelto forzado en el juego que los Giants ganaron 17-3. En la semana 15, contra Filadelfia, Tuck tuvo 1.5 capturas en la derrota ante Philadelphia Eagles.
Los Giants terminó 10-6 y se perdieron los playoffs después de la derrota ante los Eagles, quienes ganaron la NFC, así como el eventual campeón del Super Bowl Green Bay Packers. Tuck fue nombrado como suplente para el Pro Bowl 2011 y los equipos de All-Pro. En 2010, Justin Tuck fue colocado en el número 60 en el Top 100 jugadores del 2011.

## Estadísticas generales
|  | Seleccionado al Pro Bowl |

| Año   | Equipo | Juegos | Juegos | Tacleadas | Tacleadas | Tacleadas | Tacleadas | Intercepciones | Intercepciones | Intercepciones | Intercepciones | Intercepciones | Intercepciones | Balones sueltos | Balones sueltos |
| Año   | Equipo | GP     | GS     | Comb      | Total     | Ast       | Sck       | PDef           | Int            | Yds            | Avg            | Lng            | TDs            | FF              | FR              |
| ----- | ------ | ------ | ------ | --------- | --------- | --------- | --------- | -------------- | -------------- | -------------- | -------------- | -------------- | -------------- | --------------- | --------------- |
| 2005  | NYG    | 14     | 1      | 31        | 26        | 5         | 1.0       | 1              | --             | --             | --             | --             | --             | 1               | 0               |
| 2006  | NYG    | 6      | 0      | 10        | 6         | 4         | 0.0       | 0              | --             | --             | --             | --             | --             | 0               | 0               |
| 2007  | NYG    | 16     | 2      | 65        | 48        | 17        | 10.0      | 1              | --             | --             | --             | --             | --             | 1               | 0               |
| 2008  | NYG    | 16     | 16     | 65        | 51        | 14        | 12.0      | 2              | 1              | 41             | 41             | 41             | 1              | 3               | 0               |
| 2009  | NYG    | 16     | 15     | 59        | 45        | 14        | 6.0       | 8              | --             | --             | --             | --             | --             | 5               | 1               |
| 2010  | NYG    | 16     | 16     | 76        | 48        | 28        | 11.5      | 4              | --             | --             | --             | --             | --             | 5               | 5               |
| 2011  | NYG    | 12     | 11     | 37        | 27        | 10        | 5.0       | 3              | --             | --             | --             | --             | --             | 1               | 0               |
| 2012  | NYG    | 15     | 14     | 45        | 27        | 18        | 4.0       | 1              | --             | --             | --             | --             | --             | 0               | 0               |
| 2013  | NYG    | 16     | 15     | 63        | 41        | 22        | 11.0      | 3              | 1              | -2             | -2             | -2             | 0              | 2               | 0               |
| 2014  | OAK    | 15     | 12     | 43        | 28        | 15        | 5.0       | 3              | 1              | 7              | 7              | 7              | 0              | 2               | 0               |
| 2015  | OAK    | 5      | 5      | 14        | 7         | 7         | 1.0       | 3              | --             | --             | --             | --             | --             | 0               | 0               |
| Total | Total  | 147    | 107    | 508       | 354       | 154       | 66.5      | 29             | 3              | 46             | 15.3           | 41             | 1              | 20              | 6               |

Fuente: Pro-Football-Reference.com

## Vida personal

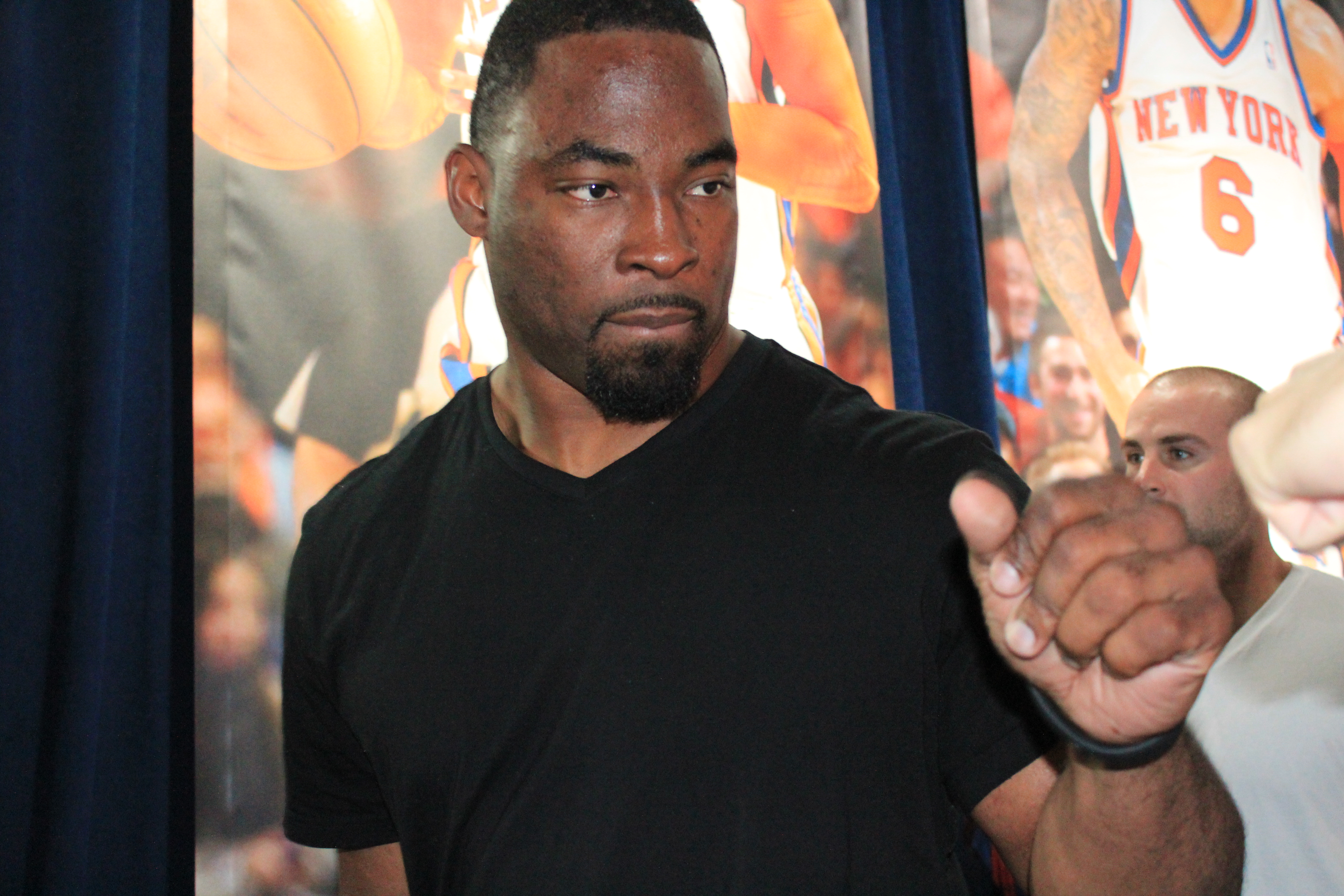
Justin Tuck en el New York Knicks vs Miami Heat (mayo de 2012)

Justin Tuck está casado con Lauran Williamson y sus padres son Jimmy Lee y Elaine Tuck.
Después de que los Giants ganaron el Super Bowl XLII, Tuck alcanzado un nuevo nivel de celebridad en su ciudad natal, Alabama. "Fue muy interesante cuando me fui a casa (a Alabama)", dijo Tuck. "No podía ir a ninguna parte sin que la gente me pidiera un autógrafo o me dieran las felicitaciones o lo orgullosos que estaban y ese tipo de cosa"."